# Wissentrup
Wissentrup ist ein Ortsteil der lippischen Stadt Lage in Nordrhein-Westfalen.

## Geographie

### Schutzgebiete
Westlich und nördlich von Wissentrup erstreckt sich das rund 20 Hektar große Naturschutzgebiet „Grutt- und Sunderbach“.

## Geschichte

### Ortsname
Wissentrup wurde 1307 als Wiscinctorpe erstmals schriftlich erwähnt.
Folgende Schreibweisen sind im Laufe der Jahrhunderte ebenfalls belegt: Witictorp (1307), Wissinctorpe (1353), Wyssinctorppe (1430), Wissentorpe (1456), Wissentrup (1488, im Landschatzregister), Wyssentrupp (1502), Wissintorp (1507, im Landschatzregister), Wyssentrop (1535), Wißentrup (1593), Wissentorf (1620, in den Salbüchern), Wissincktorpe (1634) sowie Wissentrup ab 1731.

### 20. Jahrhundert
Bis zur Eingemeindung nach Lage am 1. Januar 1970 war Wissentrup eine selbstständige Gemeinde.

## Religion
Die überwiegend evangelisch-reformierte Bevölkerung gehört zu den Kirchengemeinden in Müssen und Kachtenhausen.

## Sport
Größter Sportverein ist der SuS Wissentrup.

## Verkehr
In Wissentrup existierte ab 1903 der Haltepunkt Wissentrup. Er lag an der Bahnstrecke Lage–Bielefeld zwischen den Bahnhöfen in Lage und Ehlenbruch. Im Sommer 1960 wurde der Halt der Reisezüge in Wissentrup eingestellt.

## Bildung
In Wissentrup existieren keine Bildungseinrichtungen und es müssen die Institutionen der anderen Ortsteile von Lage in Anspruch genommen werden.